# Forte ad anello

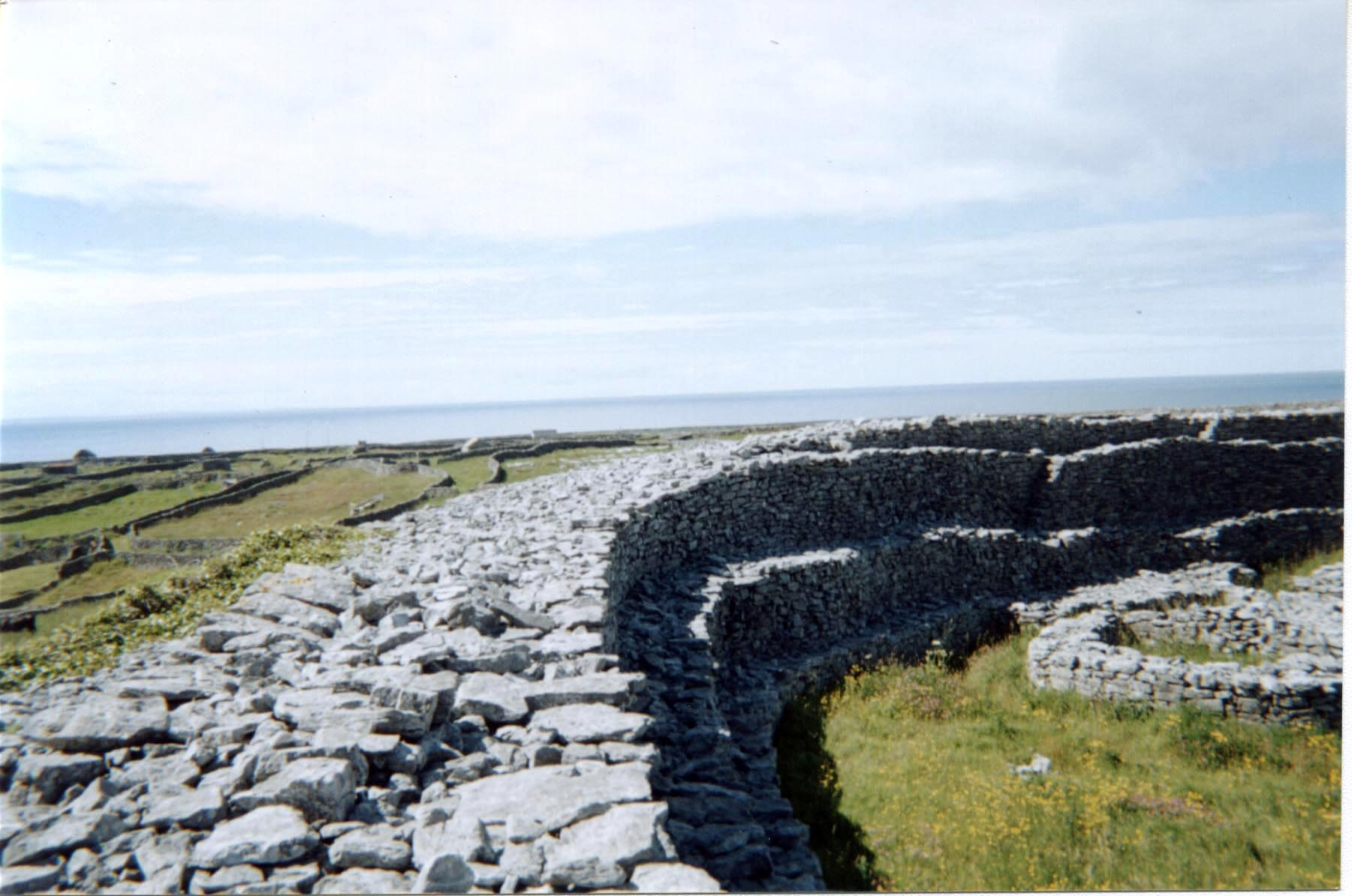
Resti di un forte ad anello a Inishmaan, Contea di Galway, Irlanda

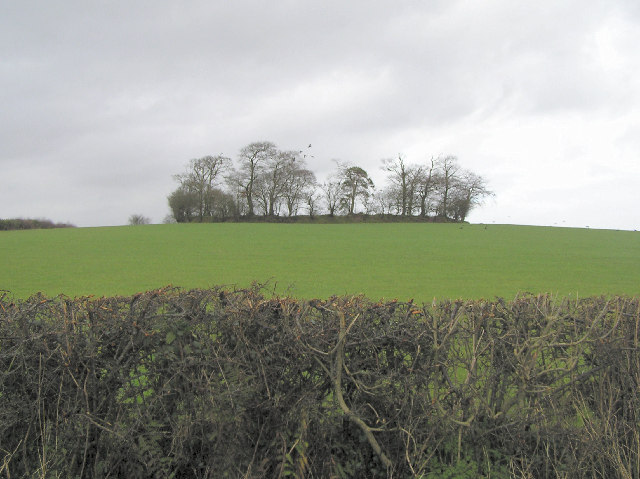
Resti di un forte ad anello di terra (ráth) a Shannaragh, Contea di Tyrone, Irlanda del Nord

I forti ad anello sono fortificazioni a forma circolare molto usati durante l'Età del ferro (800 a.C.–400 a.C.), sebbene alcuni possono essere stati costruiti più tardi verso l'Alto Medioevo (circa nell'anno ~1000). Sono stati ritrovati in Nord Europa, specialmente in Irlanda. Nelle fonti in lingua irlandese queste strutture hanno diversi nomi: ráth (anglicizzato rath), lios (anglicizzato lis), caiseal (anglicizzato cashel), cathair (anglicizzato caher o cahir) e dún (anglicizzato dun or doon). I ráth e i lios erano forti ad anello fatti di terra; il ráth era il bastione circolare e il lios era lo spazio aperto al suo interno. Il caiseal e cathair fu un forte ad anello in pietra. Il termine dún fu generalmente usato per ogni roccaforte importante, che poteva avere o no la forma ad anello.
In termini di quantità, distribuzione e accesso, non esistono testimonianze storiche o archeologiche del Medioevo che riguardano i forti ad anello. Circa 45.000 siti sono stati identificati come forti ad anello in tutta l'Irlanda ed è noto che in tutta la regione possano esserci fino a 60.000 forti ad anello. Questo è dovuto principalmente ai metodi di agricoltura intensiva, il livellamento del terreno e l'espansione delle aree urbane che hanno causato l'abbandono di questi edifici che sono andati persi, attraverso l'uso precoce di mappe Ordnance Survey e fotografie aeree sono stati scoperti molti forti ad anello prima sconosciuti. Inoltre, il lavoro archeologico intensivo che ha accompagnato il grande programma per allargare la rete stradale in Irlanda ha portato alla luce molti nuovi "forti delle fate" e probabilmente continuerà a farlo.
Queste strutture sono comuni in tutto il paese, anche se la loro densità varia, particolarmente nelle aree di Meath e Leinster, dove ci sono relativamente pochi forti, con una densità media di poco più di un forte ogni 2 km². Nonostante il loro numero, non è ancora stato raggiunto un accordo sulle due questioni principali che riguardano i forti ad anello, per primo quando sono stati costruiti e secondo per quale funzione.

## Cronologia
Il dibattito sulla cronologia è il risultato del grande numero di forti, e la mancanza di ogni altra forma di costruzione che sia riuscita a sopravvivere fino a noi in così grande quantità, dal periodo precedente il primo periodo cristiano e dall'Irlanda goidelica dopo l'arrivo Anglo-Normanno. Ci sono tre teorie generali che animano il dibattito sull'argomento; la prima data i forti ad anello indietro all'Età del ferro; la seconda che cerca di vedere la continuazione delle abitazioni ad anello in Tardo Medioevo e anche in periodo moderno; l'ultima, e la più comune, dice che queste costruzioni risalgono alla seconda metà del primo millennio, una teoria che è stata ben definita da Matthew Stout negli ultimi anni.

### Teorie

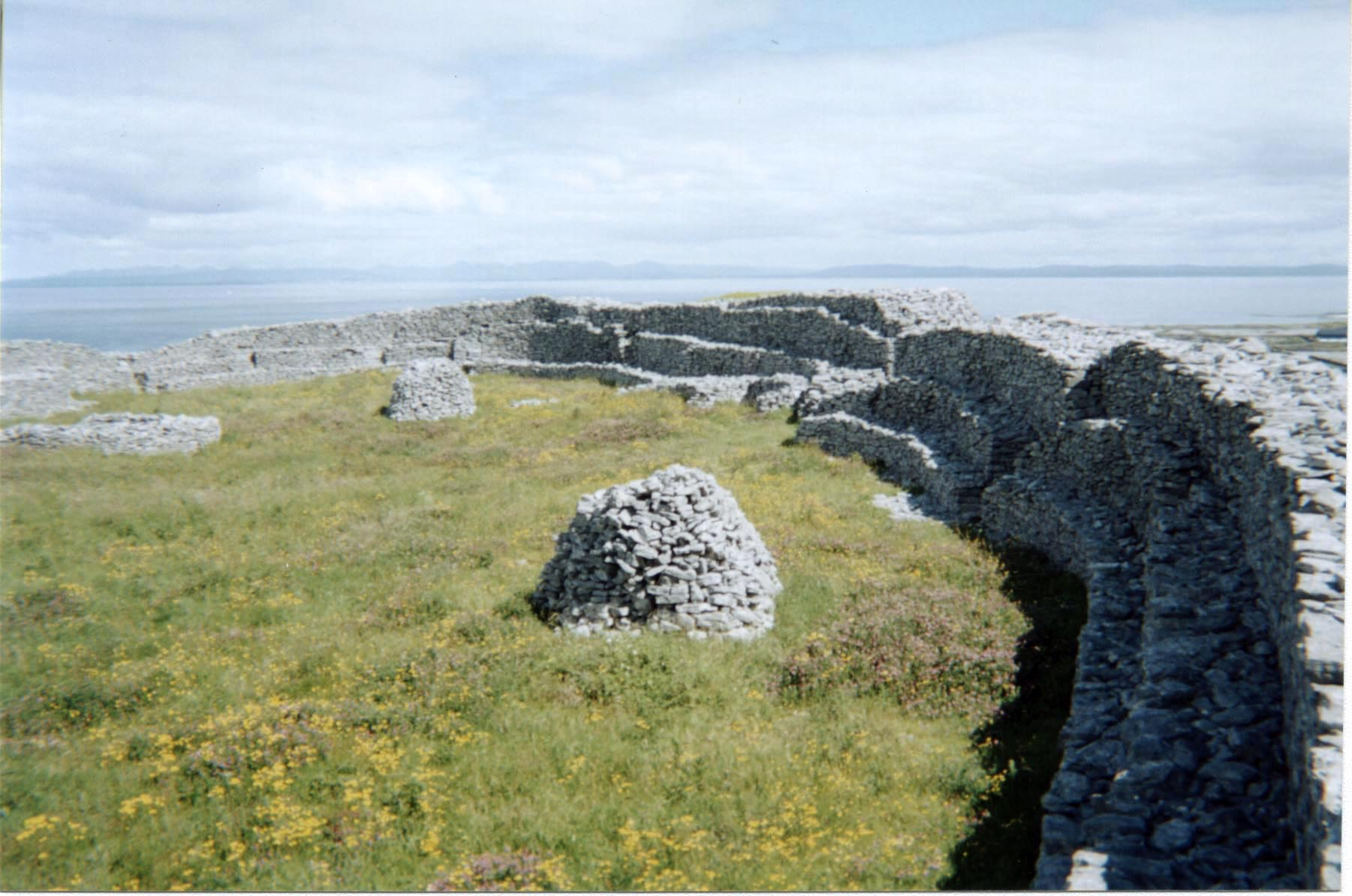
Forte ad anello sull'isola di Inishmaan, Isole Aran, Irlanda. Foto di Jonathan Leonard.

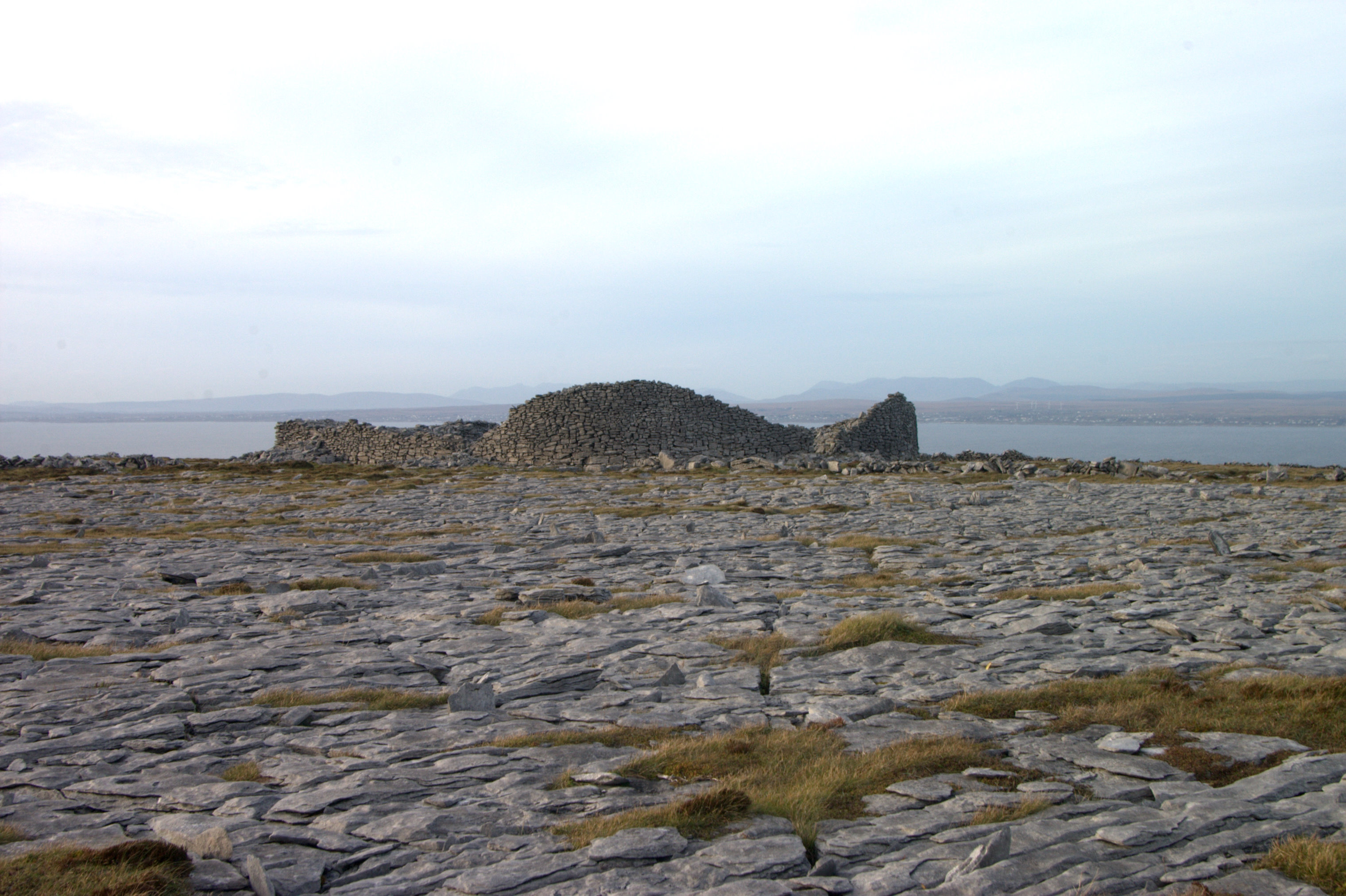
Caher a Black Head County Clare, con terreno carsico in primo piano.

Le teorie che posizionano i forti ad anello pre- o post- Alto Medioevo in Irlanda, sono entrambe basate essenzialmente sulle stesse premesse, come è evidenziato da Tadhg O'Keefe in relazione al seguente argomento.
(Tadhg O'Keefe)

#### Datazione all'Età del ferro
Le supposizioni che i forti ad anello possano essersi sviluppati ed essere parte dell'Età del ferro sono state illustrate da Darren Limbert. Questa ipotesi è basata su un numero di ri-interpretazioni delle prove disponibili, come pure quello che riguarda le stesse. Solo una piccola parte dei forti ad anello è stato totalmente portato alla luce dagli scavi, e il fatto che questi scavi non siano stati fatti su qualcosa di simile a livello nazionale, le prove sono insufficienti per collocare tutti i forti e le loro origini all'interno del primo periodo cristiano.
Limbert sostiene invece che i forti ad anello possono essere visti in un contesto di varietà di sviluppi simili avvenuti in Britannia e nel continente europeo, particolarmente in Iberia e Gallia. Pur ammettendo che la maggior parte dei forti furono costruiti nel primo periodo cristiano, egli suggerisce una connessione tra l'arrivo di quella che si suppone essere la dinastia britannica Eoganachta a Munster circa nel 400 a.C., e l'introduzione dei forti ad anello. A supporto di questa teoria Limbert nota che: "Gli altri forti principali degli Eoganachta (oltre a Cashel) a Ballycatten, Garranes e forse Garryduff, nonostante la limitata distinzione stratigrafica, sono stati costruiti in tempi ambiguamente precoci. Inoltre, la loro natura difensiva... supporta l'ipotesi di un'intrusione della casta dei guerrieri celti..." Sull'isola di Öland, Svezia, sono stati ritrovati diciannove forti ad anello, tra cui Eketorp, un sito in cui il forte è stato completamente escavato. È inoltre possibile che la Collina di Tara sia un primo tipo di forte ad anello.

#### L'uso continua nel Tardo Medioevo
Al lato opposto della precedente teoria, troviamo l'ipotesi in cui si suppone che i forti ad anello erano in uso, anche se non costruiti, nel tardo Medioevo e possibilmente nel primo periodo dell'era moderna nell'Irlanda gaelica. Questa teoria ha due fondamenti principali, i forti furono gradualmente convertiti in quelli che oggi sarebbero considerati motte, e c'è qualche prova archeologica lieve e discussa che pone costruzioni e abitazioni che sono chiaramente forti ad anello nel tardo Medioevo.
Dal punto di vista morfologico e probabilmente anche dal punto di vista di una persona vivente, c'è una piccola distinzione tra un forte ad anello e un piccolo castello di terra o motte. Infatti in un numero di casi potrebbe sembrare sia che i Normanni convertirono i forti esistenti in basi per la costruzione di future motte o costruzioni di terra, sia che gli irlandesi gaelici, attraverso l'uso dei rath esistenti, cercarono di emulare l'esempio dei normanni. Alcuni castelli L-plane, come il Castello di Balingarry in Irlanda derivano da un forte ad anello.
Questa teoria è supportata da una serie di scavi, in particolare i risultati dello scavo Castleskreen II, e i rath a Piper's Fort, e Ballyfounder, Contea di Limerick, che sembrano essere stati convertiti in motte nel caso di Castleskreen II o, in casi successivi, costruiti imitando tali costruzioni. Se si accetta la funzione difensiva dei forti ad anello, potrebbe sembrare che dopo l'introduzione in Irlanda di forme più complesse di strutture difensive porterebbe naturalmente all'uso di forti ad anello e all'aumento dei rath analogamente agli edifici normanni contemporanei.

#### C.600 d.C. - c.900 d.C.
Mentre sembra probabile che alcuni forti ad anello siano sopravvissuti fino al tardo Medioevo come adattamento o imitazione del motte, sembra dubbioso se furono costruiti nuovi forti in tutto il paese, e le prove a questa teoria sembrerebbero abbastanza poche. Gli scavi archeologici che sostengono questa teoria, il più noto all'Aeroporto di Shannon di Garrynamona in cui troviamo un suggestivo forte ad anello del XV secolo, non sono riusciti a far accettare alla popolazione questo punto di vista.
La teoria più comune è che i forti ad anello siano riconducibili alla seconda metà del primo millennio, una teoria che è supportata dalle prove degli scavi di quel periodo, la più importante delle quali è stata definita da Matthew Stout. Nel suo lavoro The Irish Ringfort, Stout ha voluto usare la tecnica della datazione al carbonio e della dendrocronologia di 114 forti ad anello e dei siti vicini per trovare una datazione generale dell'utilizzo dei forti ad anello; e attraverso queste analisi ha datato più della metà dei forti tra il 540 d.C. e l'884 d.C. con due terzi di questi che cadono tra il 600 d.C. e il 900 d.C. Anche se questo metodo ha permesso di datare con più precisione la fase dei forti ad anello nella storia irlandese, esistono alcuni problemi con questa analisi.
In primo luogo, come nota lo stesso autore, la ricerca si basa quasi interamente su siti a Ulster (circa il 64%) e i dati derivano da un numero di siti molto piccolo in confronto al numero di forti ad anello riconosciuti. In secondo luogo, l'uso di Stout della datazione al carbonio tiene conto di una deviazione standard, il che significa che circa un terzo dei dati ha una discrepanza di circa 100 anni rispetto all'intervallo proposto dall'autore. A discapito di queste difficoltà, le analisi di Stout hanno portato il dibattito sulla datazione e sull'uso dei forti ad anello verso una conclusione, e ora si è più o meno certi che la maggior parte di queste strutture fu costruita nella seconda metà del primo millennio. Le sue analisi sono supportate anche da Gerald of Wales che commentò che i forti ad anello in Irlanda, noti come Daneforts e che furono abbandonati alla fine del XII secolo quando lui era in Irlanda.

## Funzioni

### In agricoltura
È tradizionalmente riconosciuto che i forti ad anello erano delle cascine disperse, la casa di uomini liberi e delle loro famiglie e il centro di un insieme di economia agricola per la maggior parte di bovini. Questo punto di vista è stato ridefinito in alcuni punti, con le prove che suggeriscono che non tutti i forti ad anello fossero cascine, ma sembra che avessero un insieme molto vario di funzioni. L'esempio più esaustivo di ciò è il Garryduff II nella Contea di Cork. Questo forte che è stato trascurato e si trova nelle vicinanze di un altro forte più grande, il Garryduff, non aveva nessuna prova che fosse un insediamento o un'abitazione, e la teoria più avvalorata all'epoca era che i forti ad anello fossero usati come stalle per il bestiame.
Tuttavia questa interpretazione è ancora la più accreditata in ambito accademico, archeologico e popolare.

### Nell'industria
Altri siti hanno provato che i forti ad anello non dovevano essere per forza delle fattorie, ma avevano anche un ruolo diversi e più significativo. Un buon esempio di ciò si trova a Garannes, nella Contea di Cork, in cui si trova un forte ad anello molto grande che non fornisce prove di abitazione, ma altre che suggeriscono che il luogo avesse una natura industriale. Inoltre, il ritrovamento di ceramiche continentali nel luogo, suggerisce che ci fosse un commercio con l'Europa continentale e/o il forte avrebbe potuto essere un centro di ingresso per i beni di lusso nell'economia locale. Sia Garannes, e in particolare Garryduff II, evidenziano gli altri ruoli che i forti ad anello potevano avere durante il primo periodo cristiano in Irlanda. Mentre sembra che molti forti ad anello fossero delle fattorie, questa affermazione non è valida per tutte le strutture di questo genere. Devono ancora essere considerate un certo numero di altre funzioni per molte delle strutture, come quelle descritte sopra ed eventualmente altre funzioni di insediamento.

### In difesa
Che il forte ad anello avesse anche delle funzioni difensive è deducibile sia dal nome, con le implicazioni del forte, sia dalla sua definizione morfologica, con i fossati e i terrapieni che hanno connotati difensivi. Infatti S. Ó Ríordáin propone una definizione morfologica, riferendosi ai fossati e ai terrapieni dei forti ad anello come strutture difensive.
Pertanto si può presumere che i forti ad anello abbiano un aspetto difensivo e in una società dominata dall'allevamento di bovini, in generale si ritiene che lo scopo dei forti ad anello sia quello di fornire una protezione alle piccole comunità e al loro bestiame durante i raid uccidi e scappa, l'idea deriva dal fatto che i forti ad anello potessero dare un'adeguata difesa per breve tempo. Questa teoria è rafforzata dall'idea della visuale sul territorio che deriva dall'assunzione che tutti i forti ad anello di una regione fossero abitati contemporaneamente e che in un'area particolare un forte doveva essere visibile almeno da un altro forte vicino così che, nel caso in cui un forte venisse attaccato, i soccorsi potevano arrivare dal forte più vicino.
Inoltre, una serie di aspetti della natura circolare dei forti ad anello sottolineano i vantaggi difensivi, si nota maggiormente che il cerchio è una forma che "offre una prospettiva ampia sull'avvicinamento dei nemici e permette di vedere la superficie massima consentita rispetto alla lunghezza del terrapieno costruito."

### In aristocrazia
Tuttavia, mentre la funzione difensiva dei terrapieni che circondavano i forti ad anello è riconosciuta, questa non è l'unica spiegazione, ma piuttosto quella che deriva dei testi scritti del primo cristianesimo che sottolinea anche l'importanza e il ruolo dei terrapieni nel significato di nobiltà, regno e autorità. La relazione può essere chiara nel seguente estratto:
(Críth Gablach)
Come si nota nel testo sopra, la relazione tra i terrapieni di un forte ad anello e il vassallaggio sono abbastanza chiari. Con il ragionamento che maggiormente elaborato è il forte, generalmente nella forma di più terrapieni periferici, maggiore è lo status dell'abitante. Questa enfasi sul grado sociale nelle funzioni di un forte ad anello oltre che sulla difesa può spiegare un numero di debolezze dei forti ad anello. I terrapieni, o una serie di essi, non sembra offrire grandi benefini ai loro costruttori per il valore difensivo rispetto a un recinto o una siepe. Inoltre, alcuni forti ad anello con edifici al loro interno, sarebbero stati in grado di sopravvivere una notte con una mandria di bestiame portata al loro interno. Inoltre, sembra non esserci stato molto impegno nella manutenzione di fossi e fossati, al fine di impedire il decadimento e l'insabbiamento. Un'altra difficoltà chiave con i forti ad anello era dovuta principalmente alla generale mancanza di capacità di combattere al di fuori dei forti, dalla cima dei terrapieni.
Sembra che la promozione ad un certo status sociale fosse la causa principale dietro la costruzione di un forte ad anello. Mentre il forte è visto principalmente come una cascina, la proliferazione dei forti attraverso il paese è visto come la proliferazione di piccoli regni e l'abbandono di una struttura dopo poche generazioni. Questo è basato sull'assunzione che se un forte è uno status symbol, allora non è nell'interesse di una dinastia detenere una struttura di livello inferiore, ma di costruirne uno nuovo, come per molti forti, con l'eccezione di quelli con terrapieni multipli, che non riescono a mettere chiaramente in evidenza i vari livelli della società. Dall'altra parte, si è discusso che il controllo di un forte poteva essere visto di per sé come uno status symbol, con i forti con i terrapieni multipli ad indicare un reame di particolare importanza, ad esempio Garannes. Seán O'Mathuna discute nei suoi studi del 1981 che Ring Forts gioca una parte vitale negli antichi rituali irlandesi. Il suo lavoro successivo del 1990 spiega che gli animali erano spesso coinvolti in questi rituali prima di essere sacrificati per consacrare l'atto. Resti di animali sono stati trovati in molti forti ad anello in tutta l'Irlanda e queste affermazioni sono largamente accettate in tutta la comunità scientifica.

## Folklore
I materiali utilizzati per costruire i forti ad anello frequentemente si sono disintegrati con il tempo. La tradizione associa a queste costruzioni le fate e i leprecauni e per questo sono chiamati Forti delle fate.